# Ингалятор

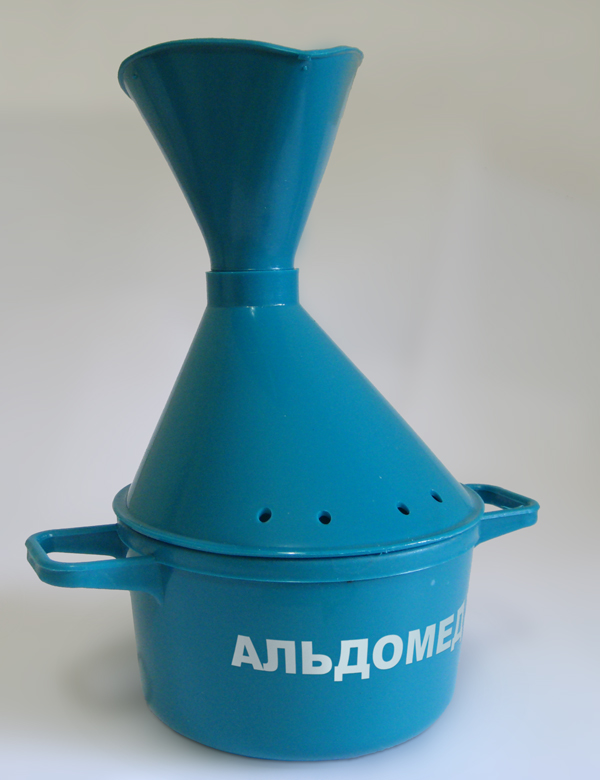
Паровлажный ингалятор

Ингаля́тор (от лат. inhalo — вдыхаю) — аппарат для введения лекарственных средств методом ингаляции.
Ингаляторы бывают:
1. Небулайзеры.
2. Дозирующие аэрозольные ингаляторы (ДАИ).
3. Порошковые ингаляторы.

## Использование

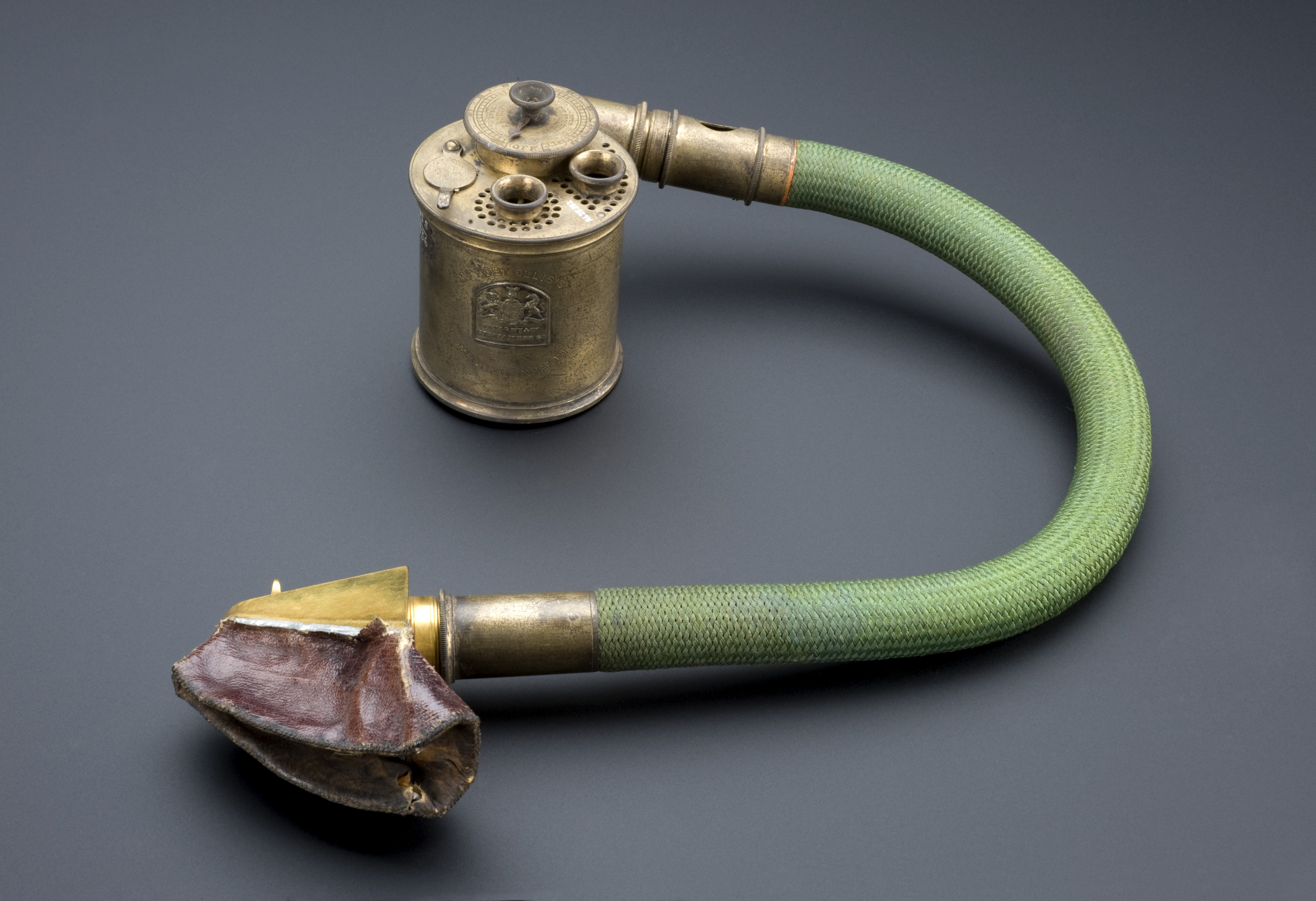
Ингалятор типа Эллиса, снабжённый дозирующим устройством, позволявший проведение поверхностного ингаляционного наркоза парами спирта, эфира, хлороформа

- В пульмонологии — широкое применение, как прибор для доставки лекарства к мельчайшим бронхиолам и альвеолам.
- В ароматерапии — как средство доставки концентрированных летучих ароматических веществ.

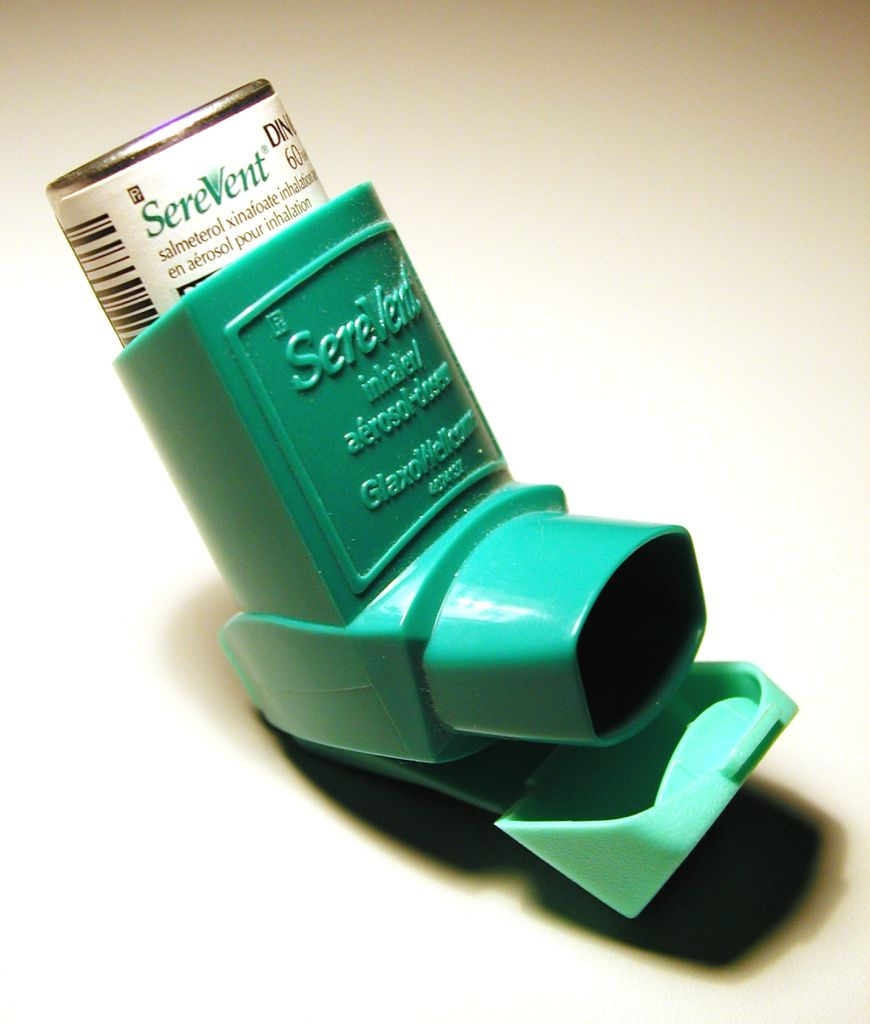
Аэрозольный ингалятор с дозатором
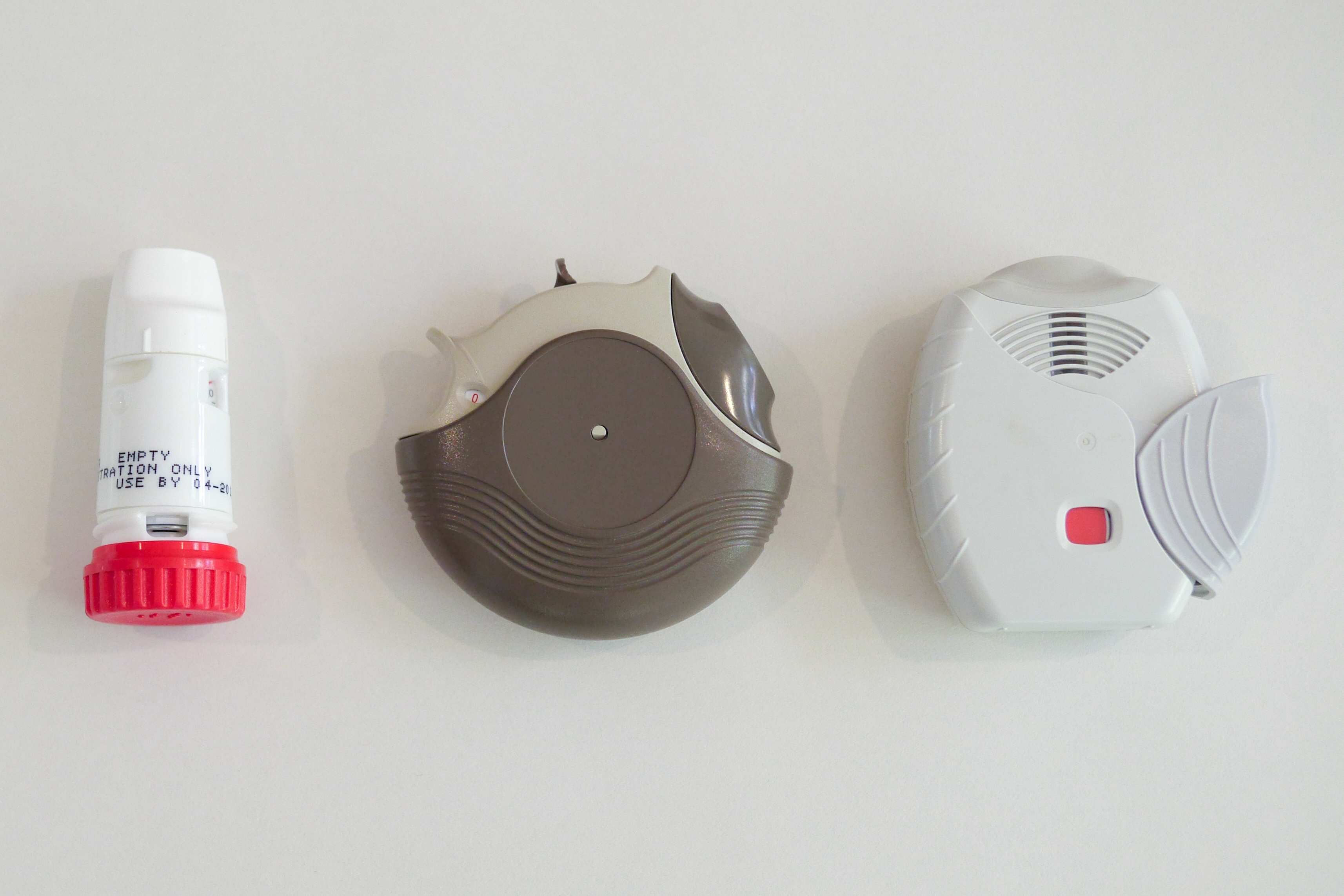
Порошковые ингаляторы с дозаторами
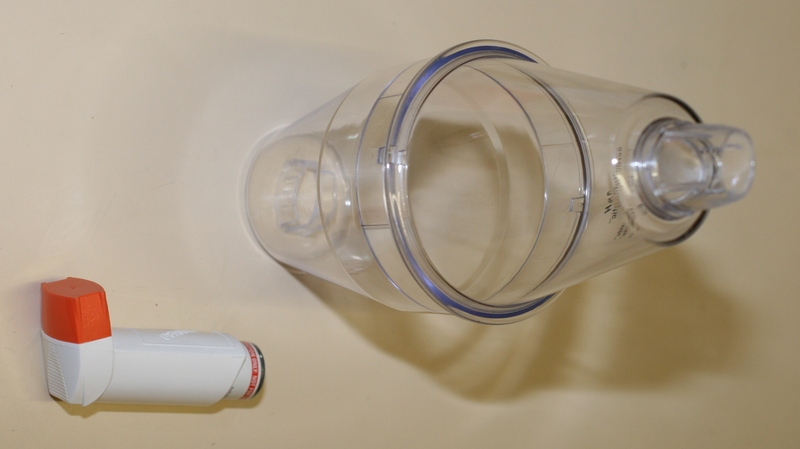
Спэйсер[англ.]